# Gollensdorf
Gollensdorf is een plaats en voormalige gemeente in de Duitse deelstaat Saksen-Anhalt, en maakt deel uit van de Landkreis Stendal.
Gollensdorf telt 304 inwoners.